# Mars Global Surveyor
Mars Global Surveyor är en amerikansk rymdfarkost. Den utvecklades av NASA och Jet Propulsion Laboratory och sköts upp i november 1996. Huvuduppgiften var att kartlägga Mars yta. Det primära uppdraget var klart i januari 2001 och sonden utförde ett utökat uppdrag till i november 2006 då kontakten förlorades.

## Teknisk specifikation

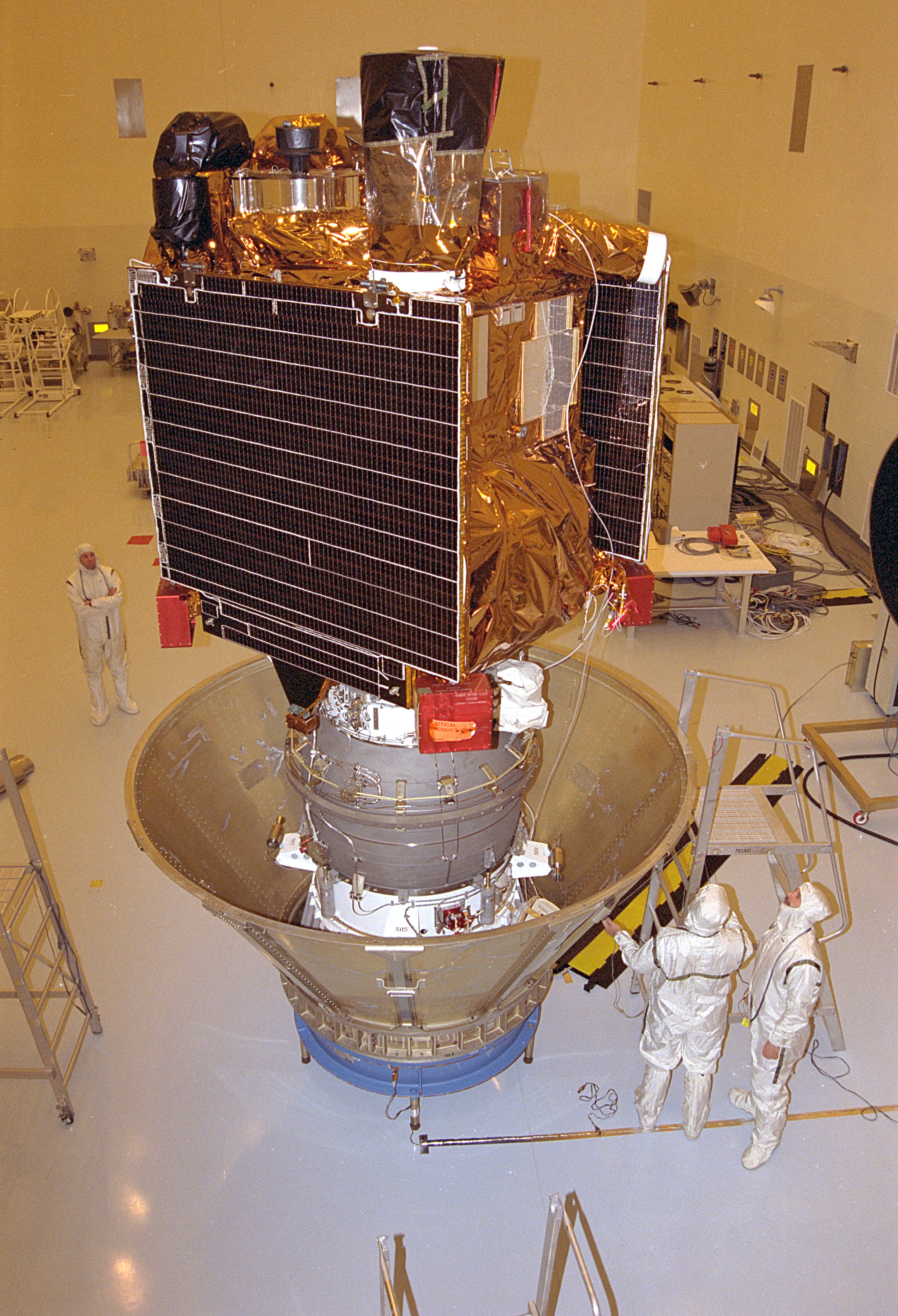
Mars Global Surveyor före uppskjutning

Surveyor är tillverkad av Lockheed Martin i Denver, det är en rektangulär låda med vingar ut på motsatta sidor. Vid uppskjutning vägde den 1060 kg, med största delen av massan koncentrerad till lådan i mitten av farkosten. Centrumet består i själva verket av två mindre lådor där den ena kallas utrustningsmodul och innehåller elektronik, vetenskapliga instrument och datorn 1750A. Den andra modulen, drivningsmodulen, innehåller Surveyors raketmotorer och bränsletankar.
Fem vetenskapliga instrument finns ombord på Mars Global Surveyor.
- MOC - Mars Orbiter Camera, kamera
- MOLA - Mars Orbiter Laser Altimeter, höjdmätare
- TES - Thermal Emission Spectrometer, analyserar spektrumet från värmestrålning
- MAG/ER - magnetfältsmätare och en mätare av elektrisk effekt
- Utrustning för ett gravitationsfältsexperiment

## Uppskjutning och omlopp
Surveyor sköts upp från Cape Canaveral AFS den 7 november 1996 ombord på en Delta 7925 raket. Farkosten avverkade de 750 miljoner kilometrarna på 300 dagar och nådde Mars den 12 september 1997.
Då man nådde Mars användes huvudraketen i 22 minuter för att sakta ner farkosten och låta planetens gravitation fånga den i ett omlopp. Till en början gick man i en mycket elliptisk bana som tog 45 timmar att genomföra. Banans perihelium var 262 km ovanför norra hemisfären och aphelium var 54 026 km ovanför södra hemisfären.
Eftersom farkosten kretsade så nära Mars kunde man använda planetens atmosfär till att bromsa upp farten. Efter att ha använt denna tekniken i fyra månader var nu banans högsta punkt bara 450 km. Mellan den 11 oktober och 7 november 1997 tog man upp farkosten ur atmosfären eftersom den ena solpanelen skadats något vid uppskjutningen. Men efter att ha konstaterat att panelen inte var så farligt skadad fortsatte man att bromsa med hjälp av atmosfären.
Efter att återigen ha tagit Surveyor ur atmosfären mellan maj och november 1998 för att ställa farkosten rätt i förhållande till solen, var man i mars 1999 nöjd med inbromsningen. Banans medelhöjd var nu 378 km och omloppen tog två timmar (117,65 minuter).

## Kartläggning

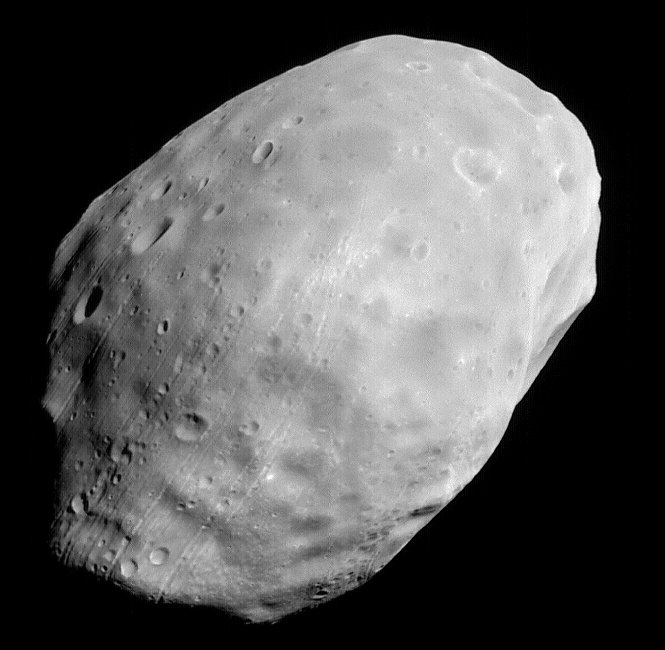
Bild på Mars måne Phobos tagen den 1 juni 2003. Upplösningen är 36 meter per pixel.

Eftersom Surveyors bana är nästan cirkulär så har man hela tiden samma avstånd till planetens yta. Banan är dessutom solsynkron och därmed synkroniserad med solen så att man får liknande ljusförhållande hela tiden. Efter varje varv så ser farkosten Mars yta 28,62° åt väster eftersom planeten roterar under den. Efter 7 solar och 88 omlopp så är farkosten tillbaka på nästan samma plats med en förskjutning på 59 km åt öst. Detta innebär att hela ytan täcks.

## Tidslinje
- 7 november 1996: Uppskjutning från Cape Canaveral AFS.
- 12 september 1997: Ankomst till Mars, påbörjar omloppsbana.
- 1 april 1999: Primära kartläggningsfasen börjar.
- 1 februari 2001: Första utökade uppdraget börjar.
- 1 februari 2002: Andra utökade uppdraget börjar.
- 1 januari 2003: Länkuppdrag påbörjas.
- 30 mars 2004: Surveyor fotograferar Mars Exploration Rovers Spirit med dess hjulspår som visar dess första 85 solars resa.
- 1 december 2004: Vetenskaps- och supportuppdrag börjar.
- April 2005: Surveyor blir den första rymdfarkost som fotograferar en annan farkost i omlopp runt en annan planet än jorden när den fångar två bilder av Mars Odyssey och en bild av Mars Express.
- 2 november 2006: Ett fel inträffar på farkosten efter ett försök att ändra solpanelernas läge och kontakten förloras.
- 5 november 2006: Svaga signaler upptäcks som tydde på att farkosten väntade på instruktioner. Signalerna försvann senare samma dag.
- 21 november 2006: Nasa meddelar att MGS troligtvis har avslutat sin operativa karriär.